# Hartbewakingsafdeling

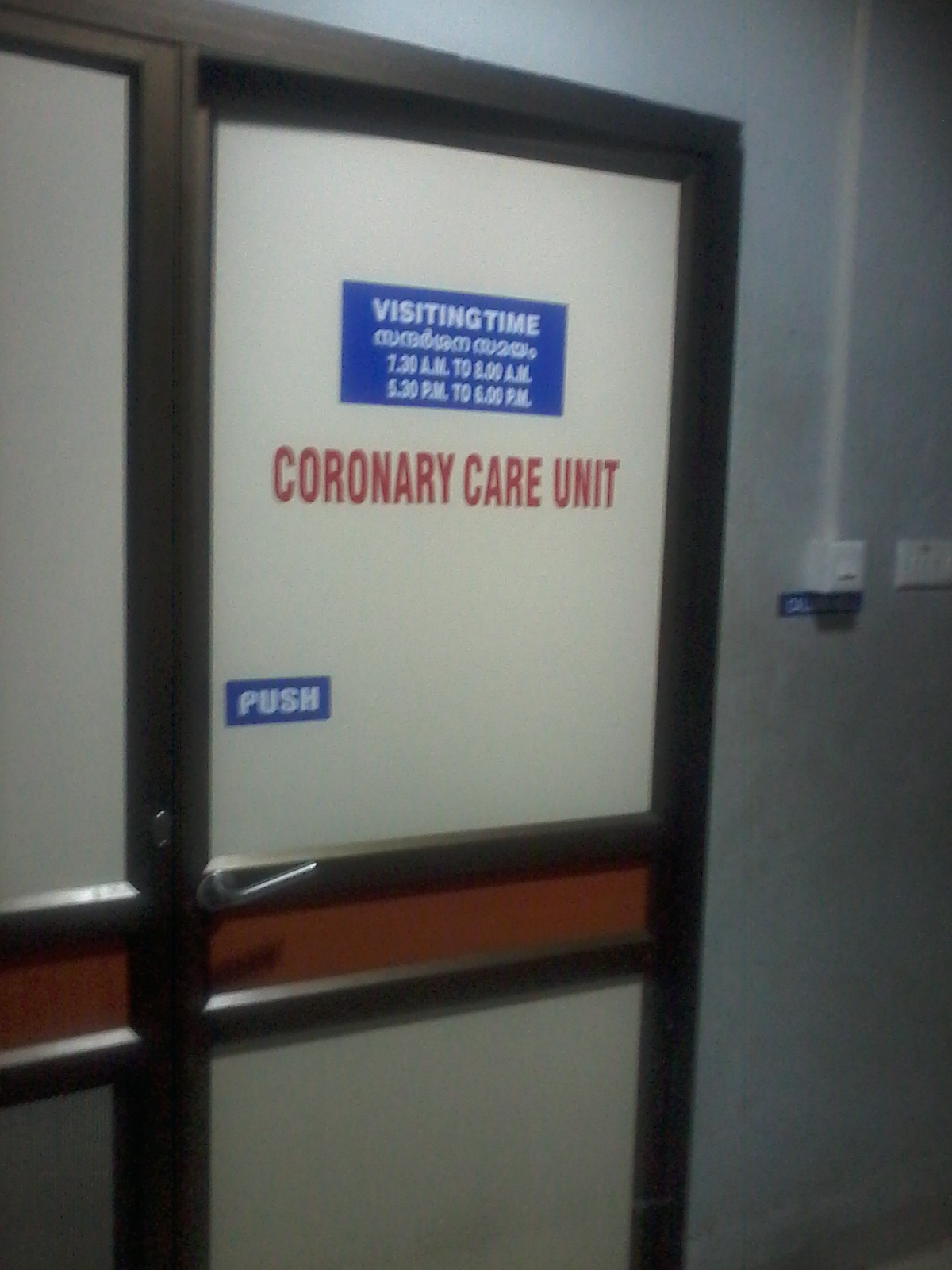
Deur naar een CCU

Een hartbewakingsafdeling, ook coronary care unit (CCU), is een afdeling in een ziekenhuis waar patiënten met ernstige hart- en vaataandoeningen behandeld en in de gaten gehouden worden.
Op de afdeling worden de patiënten 24 uur per dag bewaakt met behulp van medische apparatuur om snel op te kunnen treden bij complicaties en de lopende behandelingen te kunnen uitvoeren en de effecten ervan te monitoren.
Op de CCU werken diverse specialistisch geschoolde mensen. De cardioloog, een arts die gespecialiseerd is in hart- en vaatziekten is meestal meerdere malen door visites aanwezig en kan ook worden opgeroepen. De CCU-verpleegkundige, een verpleegkundige die zich gespecialiseerd heeft is aanwezig voor de verzorging en monitoring. De thoraxchirurg kan ingeschakeld worden voor operatieve ingrepen. Ook zijn er ondersteunend een pacemaker-technicus, een specialist op het gebied van pacemakers en de ICD en een hartfalenverpleegkundige aanwezig.